# کاکایی نوک‌سیاه
کاکایی نوک‌سیاه (نام علمی: Chroicocephalus bulleri) نام یک گونه از سرده مرغ‌های نوروزی رنگین‌سر است.